# Tomas Young
Tomas Vincent Young (* 30. November 1979 in Kansas City, Missouri; † 10. November 2014 in Seattle, Washington) war ein amerikanischer Veteran des Irakkriegs und querschnittgelähmter Kriegsbeschädigter.

## Leben
Young wurde zwei Tage nach 9/11 durch eine Rede von Präsident George W. Bush inspiriert, sich freiwillig bei der US-Armee zu melden. Er wollte sich etwas Geld für sein Studium verdienen und denen etwas vergelten, die für das Attentat verantwortlich waren. An seinem sechsten Tag im Irak, während der Besetzung des Irak, wurde er am 4. April 2004 bei einem Rebellenangriff in Sadr City in einem ungepanzerten Fahrzeug schwer verwundet. Die von einem Scharfschützen abgefeuerte Kugel verletzte seine Wirbelsäule. Young war ab Brusthöhe gelähmt.
Young kehrte zurück nach Kansas City und wurde Mitglied der Vereinigung Iraq Veterans Against the War. 2005 heiratete er seine Highschool-Freundin Brie Townsend. Acht Monate später ließen sie sich scheiden. Für den Dokumentarfilm Body of War (2007) wurde er interviewt. Seitdem verschlimmerte sich seine gesundheitliche Situation. Während eines Aufenthalts in einem Rehazentrum in Chicago lernte er Claudia Cuellar kennen, die ehrenamtlich Veteranen im Krankenhaus besucht hatte, um sie aufzuheitern. Obwohl sich sein Gesundheitszustand verschlechtert hatte, wurde am 20. April 2012 geheiratet. Young wurde durch Sonden künstlich ernährt und mit Schmerzmitteln versorgt. Er lebte in einem Sterbehospiz.
Im März 2013 führte der Journalist Chris Hedges von Truthdig ein Interview mit Young über seine Ansichten und seine Lebensumstände. Zum zehnten Jahrestag des Dritten Golfkrieges veröffentlichte Truthdig einen offenen Brief von Young an George W. Bush und Dick Cheney, in dem er seinen Freitod durch Verhungern ab dem 20. April 2013 ankündigte und Bush und Cheney des Kriegsverbrechens beschuldigte. Er nahm von diesem Weg, sein Leben zu beenden, jedoch wieder Abstand, unter anderem, um seine Ehefrau Claudia Cuellar nicht allein zu lassen.
Tomas Young starb am Vorabend des Veterans Day im Alter von 34 Jahren aus zunächst noch ungeklärten Umständen; Young hatte gut zehn Jahre gegen eine Regierung gekämpft, die junge Menschen in etwas schickte, was er für einen „zutiefst ungerechten Krieg“ hielt, und sich für eine bessere Veteranenversorgung eingesetzt.
Seine Geschichte war Teil der Handlung in der 2017 von National Geographic produzierten Miniserie The Long Road Home, in der er von Noel Fisher dargestellt wurde.